# Simbakubwa kutokaafrika
Simbakubwa kutokaafrika (великий африканський лев) — єдиний вид викопного роду хижих ссавців сімбакубва (Simbakubwa) з підродини Apterodontinae родини Hyainailouridae клади Hyaenodonta ряду креодонтів. Мешкав 23 млн років тому (в період міоцену).

## Дослідження
Знахідка була зроблена в одному з ящиків в запасниках Національного музею у Найробі (Кенія). Наукова експедиція на чолі з Метью Бортсом і Ненсі Стівенс розкопала рештки на заході Кенії ще наприкінці 1970-х років, але кістки не досліджувалися, їх було складено у скриню, де всі забули. Їх виявили в 2017 році, з тих пір палеонтологи з Університету Огайо (США) займалися їх дослідженням.

## Опис
За гіпотезою міг бути більше сучасного африканського лева або навіть білого ведмедя. Вага становила від 280 до 1550 кг. Типовий зразок складається з нижньої щелепи, правої частини верхньої щелепи і деяких посткраніальних залишків. Напевне, був наділений закругленими в бік язика хижими зубами. У верхній щелепі є ще ікла, а останній премоляр і перші два моляра, передостанній премоляр позначений відповідним альвеолом. Вважається, що здійснював напівпальцевий крок.

## Спосіб життя
Мешкав переважно у саваннах. Полював на ранніх хоботних та викопних носорогів.

## Розповсюдження
Поширений був на сході Африки.